# Državna cesta D1
D1, državna cesta u smjeru sjever-jug od graničnog prijelaza (GP) Macelj (granica Republike Slovenije) preko Krapine, Zagreba, Karlovca, Gračaca, Knina, Sinja do Splita. Dugačka 421,2 km.